# Przewodniczący Komisji Europejskiej
Przewodniczący Komisji Europejskiej – stanowisko w Unii Europejskiej. Nominuje on komisarzy spośród członków Komisji, może też w razie potrzeby zmieniać ich stanowiska, bądź ich zwalniać. Determinuje porządek obrad KE, tylko on jest również upoważniony do zgłoszenia nowego prawa wspólnotowego.
Stanowisko to powstało w roku 1957 na mocy traktatów rzymskich. Obecne prawo przewiduje pięcioletnią kadencję z możliwością jednorazowego powtórzenia. Z dniem 1 grudnia 2019 skończył kadencję Jean-Claude Juncker, członek Europejskiej Partii Ludowej i były premier Luksemburga. 1 grudnia 2019 rozpoczęła się kadencja aktualnej przewodniczącej (trzynastej) – Ursuli von der Leyen, członkini Europejskiej Partii Ludowej i minister w rządzie Angeli Merkel w latach 2005–2019.
Przewodniczącymi było: trzech Luksemburczyków, dwóch Włochów, dwóch Francuzów, dwoje Niemców (w tym jedyna kobieta), Belg, Holender, Brytyjczyk, Hiszpan i Portugalczyk.

## Historia

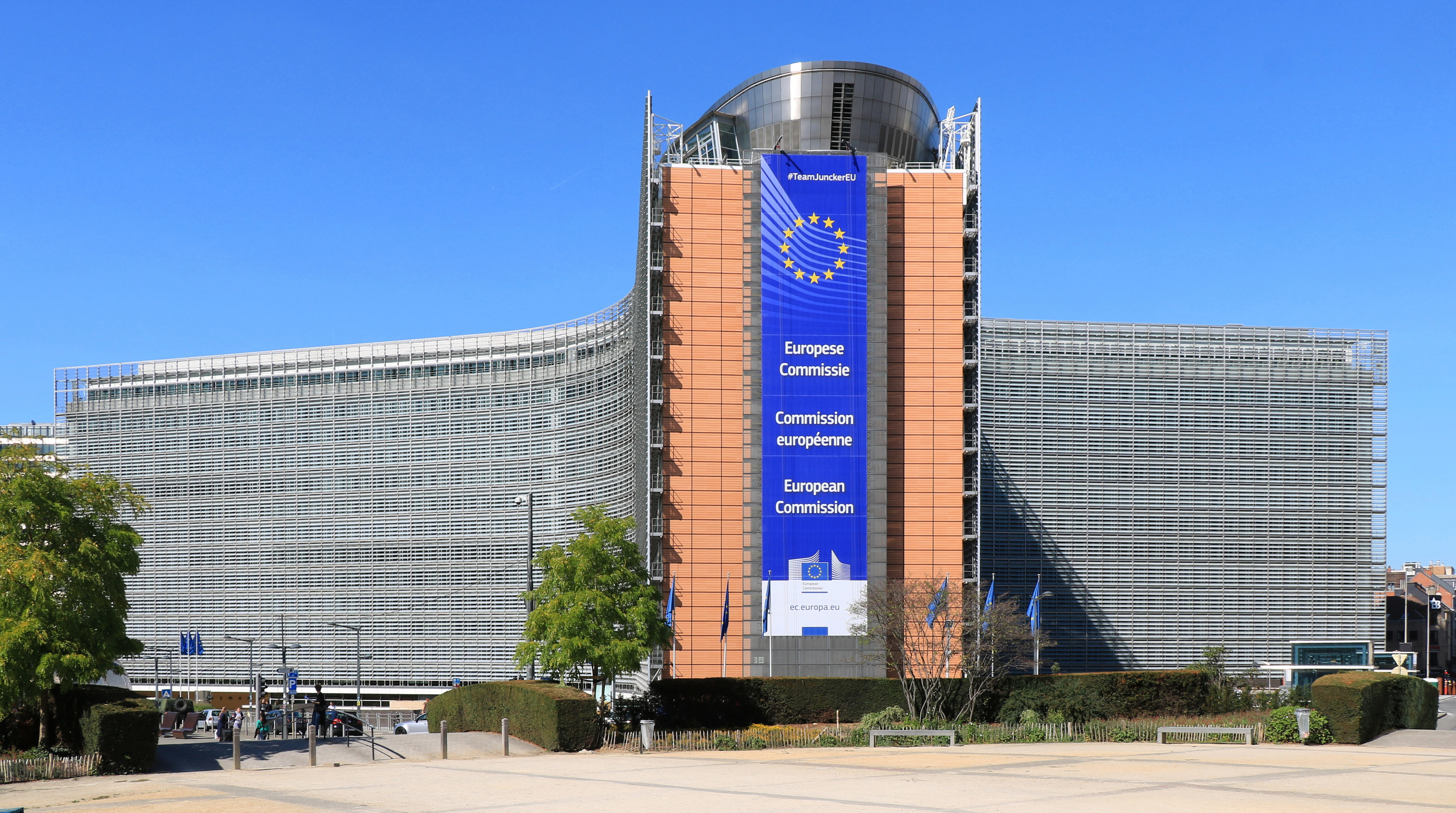
Budynek Berlaymont w Brukseli, siedziba Komisji Europejskiej.

Odpowiednikiem Komisji Europejskiej w Europejskiej Wspólnocie Węgla i Stali była tak zwana Wysoka Władza, którą powołano za sprawą traktatów paryskich w 1951. W 1957, gdy podpisano traktaty rzymskie, ustanowiono KE (choć nazwa ta przyjęła się dopiero po powstaniu Unii Europejskiej). Przejęła ona część uprawnień Wysokiej Władzy i Komisji Euratomu (które to ostatecznie zlikwidowano w 1967). Pierwszym przewodniczącym nowego ciała ustawodawczego został Niemiec Walter Hallstein, który od początku skupił swoje wysiłki na podporządkowaniu się kodeksów prawa państw członkowskich prawodawstwu EWG. Z początku nie odnosił zbyt wielu sukcesów, dopiero z czasem, dzięki pomocy aktów i decyzji Trybunału Sprawiedliwości Unii Europejskiej, lokalne rządy zaczęły traktować Komisję poważniej.

## Lista przewodniczących Komisji Europejskiej
| Lp. | Zdjęcie | Przewodniczący          | Objęcie urzędu    | Złożenie urzędu   | Partia                               | Partia Narodowa | Państwo         | Komisja                                                                                              |
| --- | ------- | ----------------------- | ----------------- | ----------------- | ------------------------------------ | --------------- | --------------- | --- |
| 1.  |         | Walter Hallstein        | 1 stycznia 1958   | 30 czerwca 1967   | Chrześcijańscy demokraci Obecnie EPP | CDU             | RFN             | Pierwsza Komisja Waltera Hallsteina Druga Komisja Waltera Hallsteina                                 |
| 2.  |         | Jean Rey                | 2 lipca 1967      | 1 lipca 1970      | Liberalni demokraci Obecnie RE       | PRL             | Belgia          | Komisja Jeana Reya                                                                                   |
| 3.  |         | Franco Maria Malfatti   | 2 lipca 1970      | 1 marca 1972      | Chrześcijańscy demokraci Obecnie EPP | DC              | Włochy          | Komisja Franco Malfattiego                                                                           |
| 4.  |         | Sicco Mansholt          | 22 marca 1972     | 5 stycznia 1973   | Socjaliści Obecnie S&D               | PvdA            | Holandia        | Komisja Sicco Mansholta                                                                              |
| 5.  |         | François-Xavier Ortoli  | 6 stycznia 1973   | 5 stycznia 1977   | EPD                                  | RPR             | Francja         | Komisja François-Xaviera Ortolego                                                                    |
| 6.  |         | Roy Jenkins             | 6 stycznia 1977   | 19 stycznia 1981  | Socjaliści Obecnie S&D               | Laburzyści      | Wielka Brytania | Komisja Roya Jenkinsa                                                                                |
| 7.  |         | Gaston Thorn            | 20 stycznia 1981  | 6 stycznia 1985   | Liberalni demokraci Obecnie RE       | DP              | Luksemburg      | Komisja Gastona Thorna                                                                               |
| 8.  |         | Jacques Delors          | 7 stycznia 1985   | 24 stycznia 1995  | Socjaliści Obecnie S&D               | PS              | Francja         | Pierwsza Komisja Jacques’a Delorsa Druga Komisja Jacques’a Delorsa Trzecia Komisja Jacques’a Delorsa |
| 9.  |         | Jacques Santer          | 25 stycznia 1995  | 15 marca 1999     | EPP                                  | CSV             | Luksemburg      | Komisja Jacques’a Santera                                                                            |
| -   |         | Manuel Marín Tymczasowo | 15 marca 1999     | 17 września 1999  | Socjaliści Obecnie S&D               | PSOE            | Hiszpania       | Tymczasowa Komisja Manuela Marína                                                                    |
| 10. |         | Romano Prodi            | 17 września 1999  | 22 listopada 2004 | ELDR Obecnie RE                      | Demokraci       | Włochy          | Komisja Romano Prodiego                                                                              |
| 11. |         | José Manuel Barroso     | 22 listopada 2004 | 1 listopada 2014  | EPP                                  | PSD             | Portugalia      | Pierwsza Komisja José Manuela Barroso Druga Komisja José Manuela Barroso                             |
| 12. |         | Jean-Claude Juncker     | 1 listopada 2014  | 1 grudnia 2019    | EPP                                  | CSV             | Luksemburg      | Komisja Jean-Claude’a Junckera                                                                       |
| 13. |         | Ursula von der Leyen    | 1 grudnia 2019    | Sprawuje urząd    | EPP                                  | CDU             | Niemcy          | Pierwsza Komisja Ursuli von der Leyen Druga Komisja Ursuli von der Leyen                             |